# The Headless Children
The Headless Children je čtvrté studiové album americké heavy metalové skupiny W.A.S.P., které bylo vydáno 15. dubna 1989 společností Capitol Records.

## Seznam skladeb
1. „The Heretic (The Lost Child)“ – 7:16
2. „The Real Me“ – 3:21
3. „The Headless Children“ – 5:47
4. „Thunderhead“ – 6:45
5. „Mean Man“ – 4:50
6. „The Neutron Bomber“ – 4:03
7. „Mephisto Waltz“ – 1:27
8. „Forever Free“ – 5:09
9. „Maneater“ – 4:46
10. „Rebel in the F.D.G.“ – 5:08

## Sestava
- Blackie Lawless – zpěv a kytara
- Chris Holmes – sólová kytara
- Johnny Rod – basová kytara a zpěv
- Frankie Banali – bicí a perkuse
- Ken Hensley – klávesy